# Renaud Ier de Nevers
Renaud Ier de Nevers, né en 1000, mort en 1040, comte de Nevers (1028-1040) et d'Auxerre (1031-1040), fils de Landry, comte de Nevers, et de Mathilde, comtesse de Nevers, fille d'Otte-Guillaume comte de Bourgogne et de Mâcon.
Il meurt dans les conflits qui l'opposent à son beau-frère, le duc Robert de Bourgogne, au sujet du comté d’Auxerre, tué à Sainte-Vertu par un simple chevalier. Ce dernier, pour réparation de son crime, aidera à la fondation de Saint-Sauveur et y sera inhumé.
Il épouse avant 1028 Hadwige ou Alix de France (1003-ap.1063), fille de Robert II, roi de France, et de Constance d'Arles, qui lui apporte en dot le comté d'Auxerre. Ils eurent pour enfants :
- Guillaume Ier (1029 † 1083) ;
- Henri de Nevers ;
- Robert le Bourguignon (1035 † 1098), seigneur de Craon ;
- Guy († 1084), seigneur de Nouâtre ;
- Adélaïde.